# Abbans-Dessus
Abbans-Dessus é uma comuna francesa na região administrativa de Borgonha-Franco-Condado, no departamento de Doubs. Estende-se por uma área de 4,43 km². Em 2010 a comuna tinha 310 habitantes (densidade: 70 hab./km²).
- Commons